# Mariano Rodriguez Rubio
Mariano Rodriguez Rubio (Hellín, Castella la Manxa, 1813 - Madrid, Castella, 1856) fou un compositor espanyol.
Als catorze ays ja havia donat a conèixer amb èxit algunes de les seves obres: i el 1817 fou nomenat músic major del regiment de voluntaris de Navarra, i, després de prestar altres serveis, el 1841 aconseguí una plaça de músic major del cos d'alabarders, càrrec que desenvolupà fins a la seva mort.
Entre les seves composicions i figuren diverses misses, villancets, simfonies, marxes, serenates i innumerables arranjaments per a banda.